# Safwa (peuple)
Pour les articles homonymes, voir Safwa.
Les Safwa sont un peuple bantou d'Afrique de l'Est établi au sud-ouest de la Tanzanie, particulièrement dans la région de Mbeya.

## Ethnonymie
Selon les sources, on observe quelques variantes : Mwanabantu, Safwas.

## Langues
Leur langue est le safwa, une langue bantoue dont le nombre total de locuteurs était estimé à 158 000 en 1987. Le swahili est également employé comme langue véhiculaire.

### Documents sonores
- (en) Safwa Prayers, Dances, and 'Omwengulo' et Safwa Songs, recorded in Igamba, and Kibungu glottochronology, Alan Harwood Sound Recordings, 1962-1964, National Anthropological Archives, Smithsonian Institution